# Marco V
Marco V (настоящее имя — Марко Веркёйлен (нидерл. Marco Verkuijlen) — нидерландский электронный музыкант и диджей. Он причисляется к первопроходцам жанра тек-транс и называется одним из самых значимых музыкантов в жанре транс. В 2004 году журнал DJ Mag поместил его на 16 место в свой рейтинг сотни лучших диджеев года, где он оставался в топ-50 ежегодно до 2009 года.

## Биография
Марко решил посвятить свою жизнь музыке ещё в детстве, когда записывал первые работы в своей комнате. В 1996 году он подписывает контракт DeDansSalon (Эйндховен) и становится его резидентом. Здесь он знакомится со с своим будущим музыкальным партнером Беньямином Кёйтеном, вместе с которым запишет в будущем множество работ.
Марко не является сторонником какого-либо одного музыкального жанра, а играет ту музыку, которая ближе ему на данный момент. В целом, в сферу его интересов входит тек-хаус, транс, техно, прогрессив-хаус.
За свою карьеру, Марко выпустил 3 полноценных альбома, несколько компиляций, множество синглов. Его альбом «Con:Fusion» стал самым продаваемым альбомом Нидерландов в 2002 году.

## Дискография

### Альбомы
- Con:fusion (2002)
- 200V (2005)
- Propaganda (Vol.1, Vol. 2) (2009)

### Компиляции
- Club Sandwich (1996)
- Massive (2000)
- Live At Innercity (2000)
- Live At Innercity (2002) (совместно с Benjamin Bates)
- Electro Trance (2003)
- All Access (2004)
- Bosh Anthems Of The Year (2004)
- Combi:Nations (2004)
- Crasher Live (2004)
- Amnesia Vol.1 (2005)
- Amnesia Vol.2 (2006)
- Combi:Nations II (2006)
- Xmag Mix (2006)
- Combi:Nations III (2007)
- Un:Fold #3 (2009)

### Синглы
- «Jaguar»(ft.Thomas Newson)(2014)
- «Back In The Jungle» (2014)
- «The Vibes (Want You Back)» (1998)
- «The Message» (1999)
- «Lay All Your Love» (1999)
- «Heaven’s Here» (1999)
- «In Charge» (2000)
- «V.ision Phase 1» (2000)
- «V.ision Phase 2» (2000)
- «V.ision Phase 3» (2001)
- «Certainly» (2001)

- «Godd» (2001)
- «Indicator» (2001)
- «Simulated» (2001)
- «C:\del*.mp3» / «Solarize» (2003)
- «Loops And Tings Relooped» (2003)
- «Automanual» (2004)
- «Echnalava» / «God Child» (2004)
- «More Than A Life Away» (2005)
- «Second Bite» (2005)
- «200V UK EP» (EP) (2006)
- «Any Better, Or?» / «Red Blue Purple» (2006)
- «Arpanet» / «The Funk Battery» (2006)
- «False Light» (2006)
- «Possible, But Unlikely» / «Universal Enemy» (2007)
- «Coma Aid» (2008)
- «Dudak» (2008)
- «Organic» (2008)
- «Sessions» (2008)
- «Treviso» / «Coma Aid (Remix)» (2008)
- «Fantastic Damage» / «Enviromental Solution» / «The Miracles Of Life» (2009)
- «Ritual Purificiation» (2009)
- «Solitary Confinement» (2009)
- «Unprepared» (2009)
- «What Say?» (2009)
- «When The Night Falls» (2009)
- «Coming Back» (2010)

### Ремиксы
- Wink — «Higher State Of Consciousness» (1996)
- Marvin’s Club — «To The Sky» (1997)
- Unknown Deejay — «Reach Up» (1997) (совместно с Benjamin Kuyten)
- Funklub — «Mind Me» (1997)
- Buzzy Bus — «Jump» (1998)
- Marco Solo — «Need A Friend» (1999) (совместно с Benjamin Kuyten)
- Precious X Project — «Dukkha» (1999)
- Zzlamm ft. Roxie Geneva — «I Want Your Love» (1999)
- Planet Funk — «Chase The Sun» (2000)
- Rank 1 — «Such Is Life» (2001)
- Liquid DJ Team — «Liquidation» (2001)
- Marc Et Claude — «Loving You» (2001)
- Energy 52 — «Cafe Del Mar» (2001)
- Blank & Jones — «DJs, Fans & Freaks (D.F.F.)» (2001)
- Future Sound Of London — «Papua New Guinea» (2002)
- Cygnus X — «Positron» (2002)
- Scott Bond & Solarstone — «3rd Earth» (2003)
- Marco V vs. Jens — «Loops & Tings Relooped» (2003)
- Paul van Dyk — «Connected» (2003)
- Futureshock — «Pride’s Paranoia» (2004)
- Age Of Love — «Age Of Love» (2004)
- DJ Ton T.B. — «Dream Machine» (2004)
- Preach — «Oxygen» (2006)
- Phatzoo — «Twisted Tweak» (2006)
- Meck ft. Dino — «Feels Like Home» (2007)
- Phunk-A-Delic — «Rockin'» (2007)
- Robbie Rivera — «The Shout» (2007)
- Phatzoo — «Poop 'N' Loop» (2007)
- Filo & Peri ft. Vanessa Valentin — «Inside Of Me» (2007)
- Phatzoo — «Big Bash» (2007)
- Nic Chagall — «What You Need» (2008)
- Brian Cross — «Paradise» (2008)
- Southside Spinners — «Luvstruck 2010» (2010)